# Nkomazi
Nkomazi – gmina w Republice Południowej Afryki, w prowincji Mpumalanga, w dystrykcie Ehlanzeni. Siedzibą administracyjną gminy jest Malalane.